# Albertacce
 Albertacce  là một xã ở tỉnh Haute-Corse trên đảo Corse, Pháp. Xã này có diện tích 97,12 km², dân số năm 1999 là 200 người. Khu vực này có độ cao 867 mét trên mực nước biển.